# Ландтаг

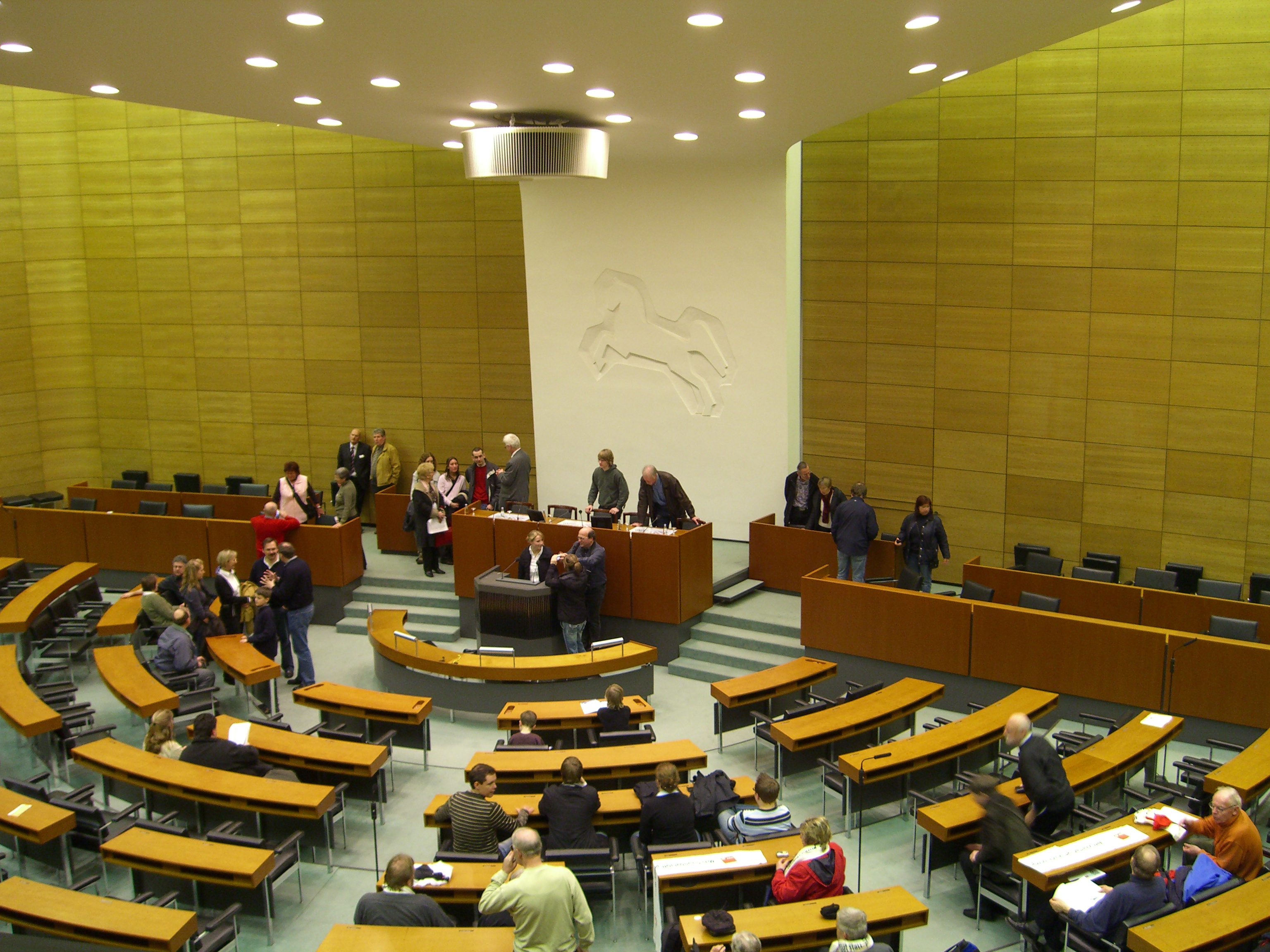
Ландтаг, 2007 рік

Ландта́г (нім. Landtag) — місцеві представницькі законодавчі органи, земельний парламент у сучасних німецькомовних державах — Австрія, Ліхтенштейн, ФРН, а також у німецькомовному регіоні Італії , Південний Тіроль.

## Історія
У добу Середньовіччя ландтаг — збори станових представників у феодальних німецьких князівствах. Пізніше, у Новий час — земельні представницькі збори в німецьких королівствах, провінціях Пруссії.